# Басок, Ион
Ион Басок (рум. Ion Basoc; род. 4 июня 2000 года) — молдавский дзюдоист-паралимпиец. Бронзовый призёр летних Паралимпийских игр 2024 в Париже.

## Биография
29 августа 2021 года принял участие на летних Паралимпийских играх 2020 в Токио в весовой категории до 100 кг. В 1/8 финала победил казахстанца Ерлана Утепова, в четвертьфинале уступил бразильцу Антониу Тенориу да Силве. В утешительном матче проиграл выступавшему под нейтральным флагом россиянину Анатолию Шевченко и выбыл из турнира.
7 сентября 2024 года участвовал на летних Паралимпийских играх 2024 в Париже в весовой категории свыше 90 кг (класс J1). В четвертьфинале победил нидерландца Даниэля Кнегта, в полуфинале — француза Джейсона Грандри. В финале проиграл бразильскому дзюдоисту Уильянсу Силве де Араужу и завоевал серебряную медаль Паралимпиады-2024.

## Спортивные результаты
| Год  | Турнир                          | Место проведения | Категория       | Место |
| ---- | ------------------------------- | ---------------- | --------------- | ----- |
| 2018 | Чемпионат мира                  | Одивелаш         | До 100 кг       | 14    |
| 2021 | Летние Паралимпийские игры 2020 | Токио            | До 100 кг       | 7     |
| 2022 | Чемпионат Европы                | Кальяри          | свыше 90 кг, J1 | 3     |
| 2022 | Чемпионат мира                  | Баку             | свыше 90 кг, J1 | 5     |
| 2023 | Чемпионат Европы                | Роттердам        | свыше 90 кг, J1 | 1     |
| 2024 | Летние Паралимпийские игры 2024 | Париж            | свыше 90 кг, J1 | 2     |
| 2025 | Чемпионат мира                  | Астана           | свыше 95 кг, J1 | 2     |